# Килдэр (город)

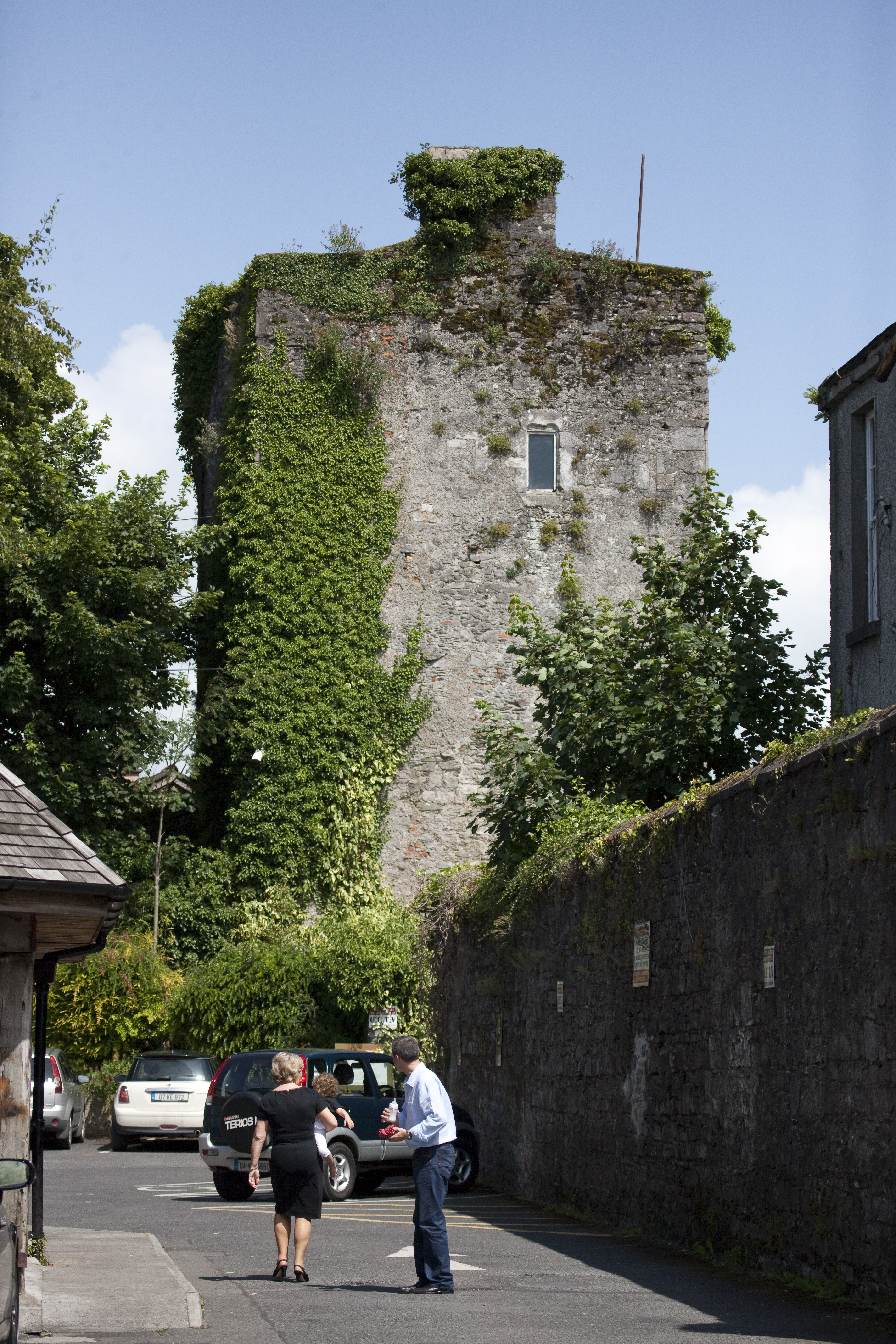

Килдэ́р (англ. Kildare; ирл. Cill Dara, Киль-Дара, от староирландского Cell Dara — «церковь дуба») — (переписной) посёлок в Ирландии, находится в графстве Килдэр (провинция Ленстер).
В дохристианские времена Килдар был местом, посвящённом Бригите.
Местная железнодорожная станция была открыта 4 августа 1846 года.

## Демография
Население — 7538 человек (по переписи 2006 года). В 2002 году население составляло 5694.
Данные переписи 2006 года:
| Общие демографические показатели |               |                               |                               |      |      |
| Всё население                    | Всё население | Изменения населения 2002—2006 | Изменения населения 2002—2006 | 2006 | 2006 |
| 2002                             | 2006          | чел.                          | %                             | муж. | жен. |
| 5694                             | 7538          | 1844                          | 32,4                          | 3858 | 3680 |

В нижеприводимых таблицах сумма всех ответов (столбец «сумма»), как правило, меньше общего населения населённого пункта (столбец «2006»).
| Религия (Тема 2 — 5 : Число людей по религиям, 2006) |             |                |             |            |       |      |
| Католики, чел.                                       | Католики, % | Другая религия | Без религии | не указано | сумма | 2006 |
| 6579                                                 | 87,3        | 632            | 213         | 114        | 7538  | 7538 |

| Этно-расовый состав (Этничность. Тема 2 — 3 : Постоянное население по этническому или культурному происхождению, 2006) |            |              |       |        |        |            |       |       |
| Белые ирландцы | Лухт-шулта | Другие белые | Негры | Азиаты | Другие | Не указано | сумма | 2006  |
| 6300 | 30         | 652          | 190   | 48     | 120    | 129        | 7469  | 7538  |
| Доля от всех отвечавших на вопрос, %                                                                                   |            |              |       |        |        |            |       |       |
| 84,3 | 0,4        | 8,7          | 2,5   | 0,6    | 1,6    | 1,7        | 100   | 99,11 |

1 — доля отвечавших на вопрос о языке от всего населения.
| Владение ирландским языком (Тема 3 — 1 : Число людей от 3 лет и старше по способности говорить по-ирландски, 2006) |      |            |       |       |
| Владеете ли Вы ирландским языком?                                                                                  |      |            |       |       |
| Да | Нет  | Не указано | сумма | 2006  |
| 2599 | 4307 | 141        | 7047  | 7538  |
| Доля от всех отвечавших на вопрос о языке, %                                                                       |      |            |       |       |
| 36,9 | 61,1 | 2,0        | 100   | 93,51 |

1 — доля отвечавших на вопрос о языке от всего населения.
| Использование ирландского языка (Тема 3 — 2 : Говорящие по-ирландски от 3 лет и старше по частоте использования ирландского языка, 2006) |                                                            |                                               |                                               |                                               |                                               |                                               |       |                                     |      |
| Как часто и где Вы говорите по-ирландски?                                                                                                |                                                            |                                               |                                               |                                               |                                               |                                               |       |                                     |      |
| ежедневно, только в образовательных учреждениях                                                                                          | ежедневно, как в образовательных учреждениях, так и вне их | в других местах (вне образовательной системы) | в других местах (вне образовательной системы) | в других местах (вне образовательной системы) | в других местах (вне образовательной системы) | в других местах (вне образовательной системы) | сумма | всего, отвечавших на вопрос о языке | 2006 |
| ежедневно, только в образовательных учреждениях                                                                                          | ежедневно, как в образовательных учреждениях, так и вне их | ежедневно                                     | каждую неделю                                 | реже                                          | никогда                                       | не указано                                    | сумма | всего, отвечавших на вопрос о языке | 2006 |
| 668 | 116                                                        | 80                                            | 145                                           | 844                                           | 693                                           | 53                                            | 2599  | 7047                                | 7538 |
| Доля от всех отвечавших на вопрос о языке, %                                                                                             |                                                            |                                               |                                               |                                               |                                               |                                               |       |                                     |      |
| 9,5 | 1,6                                                        | 1,1                                           | 2,1                                           | 12,0                                          | 9,8                                           | 0,8                                           | 36,9  | 100                                 |      |

| Типы частных жилищ (Тема 6 — 1(a) : Число частных домовладений по типу размещения, 2006) |          |         |                 |            |       |      |
| Отдельный дом                                                                            | Квартира | Комната | Переносные дома | не указано | сумма | 2006 |
| 2254                                                                                     | 302      | 17      | 17              | 65         | 2655  | 7538 |